# Anne-Marie Baeke
Anne-Marie Hiemeliers-Baeke (Ronse, 14 april 1969) is een Belgisch voormalig socialistisch politica voor sp.a.

## Levensloop
Baeke studeerde in 1993 af als licentiate in de rechten aan de Vrije Universiteit Brussel en werd beroepshalve van 1993 tot 1995 advocate aan de balie van Tongeren. Daarna werkte ze van 1995 tot 2000 als onderzoekster in socialezekerheidsrecht bij de VUB en was ze van 2000 tot 2003 provinciaal verantwoordelijke van de Socialistische Vooruitziende Vrouwen in Limburg.
Op 24 januari 2001 volgde ze André Kenzeler op als Vlaams Parlementslid voor de kieskring Hasselt-Tongeren-Maaseik. Dit mandaat eindigde op 18 maart 2003, de dag waarop Steve Stevaert zijn ontslag indiende als Vlaams minister. Op 10 juni 2003 keerde ze terug naar het Vlaams Parlement als opvolgster van Guy Swennen, die de overstap maakte naar de Kamer van volksvertegenwoordigers. Een maand later, op 14 juli 2003, verhuisde ze zelf ook naar de Kamer van volksvertegenwoordigers, waarna ze in het Vlaams Parlement werd opgevolgd door Josée Vercammen. Baeke bleef in de Kamer van volksvertegenwoordigers zetelen tot aan de federale verkiezingen van 10 juni 2007, waarbij ze niet meer opkwam. In het Vlaams Parlement was zij lid van de commissie Binnenlandse Aangelegenheden, Huisvesting en Stedelijk Beleid, in de Kamer maakte ze deel uit van de commissies Handels- en Economisch Recht en Financiën en Begroting.
Ze werd op 14 juli 2003 Kamerlid voor de kieskring Limburg ter vervanging van Peter Vanvelthoven en vervolgens Hilde Claes. Ze oefende dit mandaat uit tot 9 juni 2007.
Na haar parlementaire loopbaan werd ze van 2007 tot 2008 beleidsmedewerker van het Vlaams Patiëntenplatform en werkte ze van 2008 tot 2011 als onderzoekster bij Tempera, een studiebureau dat voor werknemers in de social profit toegepast onderzoek en projectwerk uitvoert over arbeid, sociaal beleid en gedrag. Sinds 2011 is zij manager kwaliteitszorg en klantbeleving van het Zorgbedrijf Antwerpen.